# Electrocarburant
Un electrocarburant és un combustible sintètic, que equival químicament als hidrocarburs fòssils com ara la gasolina, el dièsel o el querosè. Es fabrica a partir de diòxid de carboni, hidrogen i energia elèctrica baixa en carboni. També es diu e-carburant, electrocombustible o es fa servir l'anglès e-fuel.

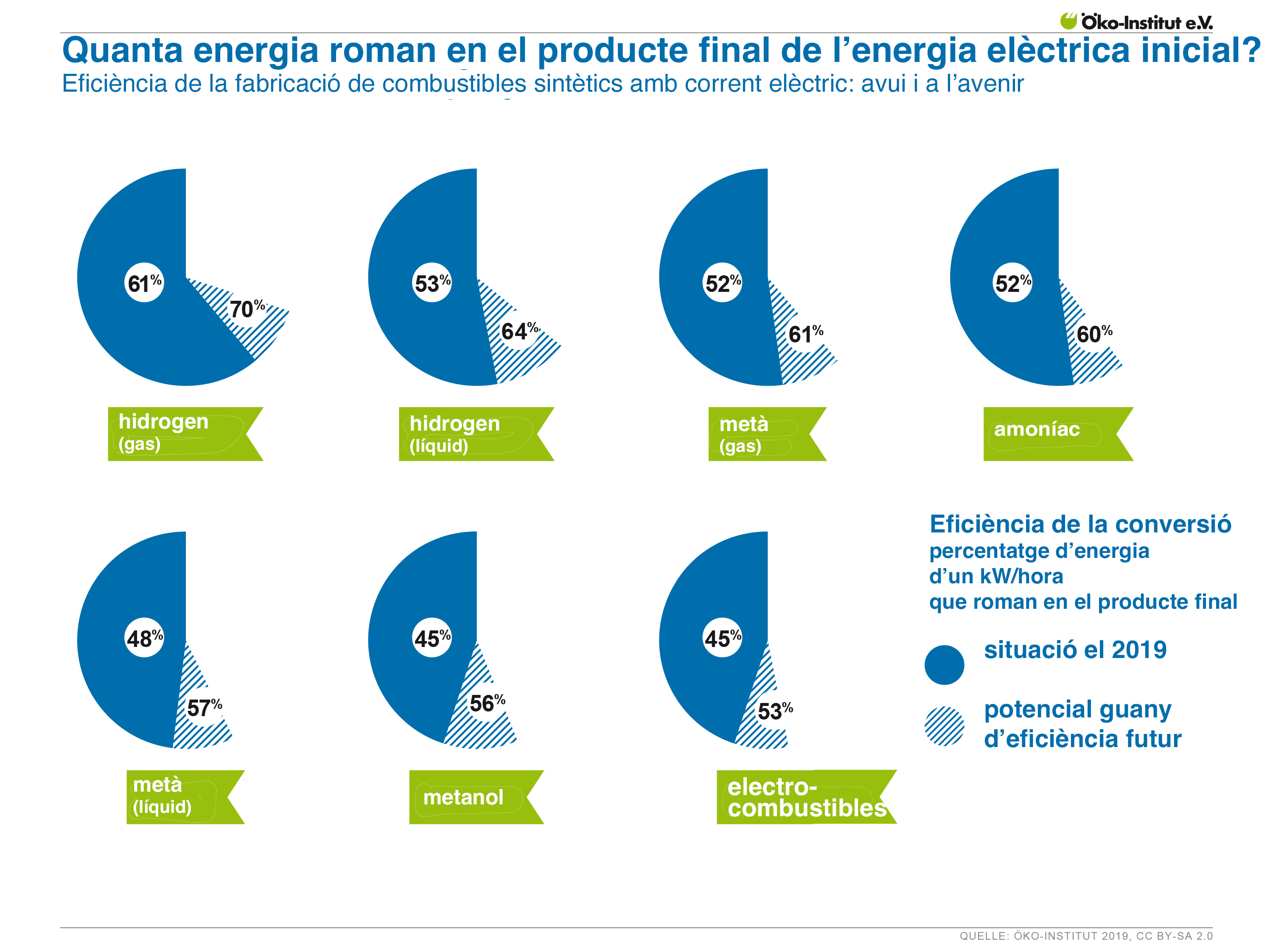
Eficiència de diferents electrocarburants.

Per fabricar un electrocarburant «verd» cal diòxid de carboni emmagatzemat i hidrogen verd per produir hidrocarburs equivalents als hidrocarburs d'origen fòssil. Es poden fer servir en motors de combustió tradicionals. Es consideren com neutral per al clima, com que al moment de la combustió emeten el mateix volum de CO₂ que es va captar per fabricar-les. Tot i això, és una operació zero que si bé no augmenta el volum total de CO₂ a l'atmosfera, no contribueix pas a minvar-ne el volum. A més, al moment de la combustió, produeixen el mateix volum de pol·luents i gasos a efecte d'hivernacle que l'equivalent fòssil, com ara òxid de nitrogen, monòxid de carboni i aerosols atmosfèrics. No milloren l'aire pol·luït de les ciutats, com que no redueixen les emissions locals.
Uns pocs fabricants d'automòbils amb motor de combustió i l'agrupació europea del lobby de la indústria petroliera el promouen com a alternativa per al cotxe elèctric.

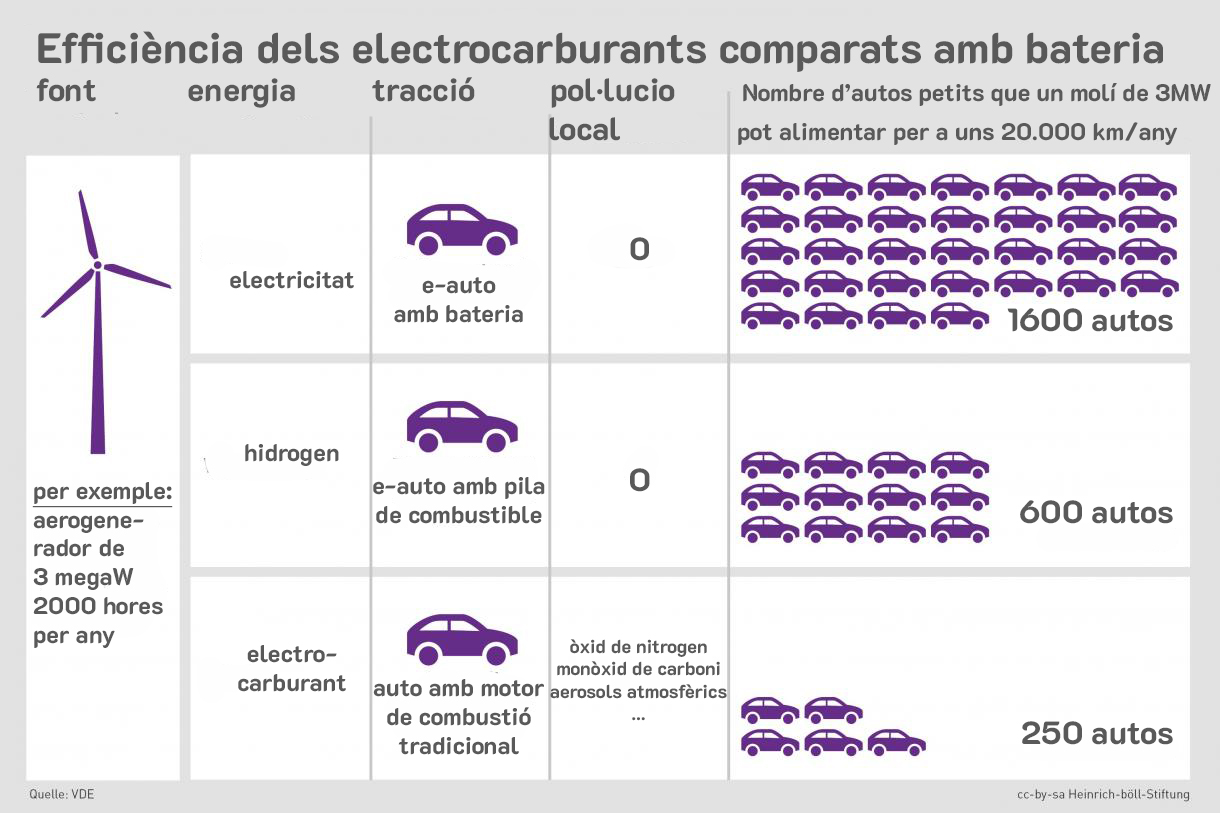
Comparació de l'eficiència de diferents fonts d'energia per a un petit auto

La fabricació dels components amb la puresa química que cal i la mateixa síntesi del carburant, són tots processos als quals fa menester molta energia. Tot i que hi ha massa gasos amb efecte d'hivernacle a l'atmosfera, la captura roman costosa, per mor de la feble concentració a l'aire ambient. A més, carregar directament les bateries d'un vehicle elèctric amb electricitat renovable és molt més eficient i barat (77%), que fer servir electrocombustibles de les quals només entre 16 i 20% es transforma en energia motriu útil, i la resta es perd en calor residual.
Actualment (2023) només té sentit econòmic fabricar-ne quan la producció d'energia solar o eòlica és superior a la demanda. Aquest metanol i derivats són molt demanats, no només per fabricar electrocarburants, sinó també per alimentar centrals elèctrics que han de fer el pont al moments de poc sol o vent.

## Procés de fabricació
Els electrocarburants només són combustibles «verds» si tots els components són fabricats sense energia fòssil. Les primeres matèries són diòxid de carboni i hidrogen.

### Diòxid de carboni CO₂
L'aire ambient conté actualment 418 parts per milió (ppm). Per obtenir un kg de CO₂ per captura directa, cal filtrar 1314 m³ d'aire, amb un ventilador que puja l'aire a través un filtre que reté el diòxid de carboni. Per treure el CO₂ del filtre és menester una temperatura de 100 °C. S'estima que cal entre 5 i 6 kWh per fabricar un kg de CO₂ net.

### Hidrogen H₂
Per demineralitzar 9 litres d'aigua, primera matèria per a l'electrolisi de H₂ cal uns 6,3kWh. Per la mateixa electrolisi per obtenir un kg de H₂ és menester ± 50 kWh.

### Metanol
Metanol es fa per la síntesi de diòxid de carboni i d'hidrogen. En qualsevol fase de producció, cal afegir-hi energia elèctrica, per obtenir la pressió i la temperatura necessària per principiar i mantenir la reacció.

## Utilitat i problemes
El paper dels electrocombustibles en la descarbonització de la indústria es veu principalment en els sectors on no hi ha cap alternativa elèctrica, com ara l'aviació, el transport marítim o la siderúrgia. Malgrat l'anhel, sobretot d'una part de la indústria automobilística alemanya, de continuar fabricant autos amb motors de combustió, el món científic i econòmic no hi veu un benavenir, per raons tècniques, ecològiques així com d'eficiència, de cost i de preu.
Si volguéssim mantenir tots els motors de combustió actuals, només canviant el combustible fòssil per un electrocarburant, no hi ha prou capacitat de producció d'energia elèctrica de fonts renovables, tenint en compte les pèrdues d'energia en totes les fases del procediment, ni de fàbriques per produir el volum d'electrocarburants necessaris. Segons l'electricista espanyol Endesa, «Fabricar e-fuels per al transport per carretera seria un malbaratament d'electricitat renovable».